# Nemesia grandiflora
Nemesia grandiflora är en flenörtsväxtart som beskrevs av Friedrich Ludwig Diels. Nemesia grandiflora ingår i släktet nemesior, och familjen flenörtsväxter. Inga underarter finns listade i Catalogue of Life.